# Eland (Wisconsin)
Eland es una villa ubicada en el condado de Shawano en el estado estadounidense de Wisconsin. En el Censo de 2010 tenía una población de 202 habitantes y una densidad poblacional de 35,16 personas por km².

## Geografía
Eland se encuentra ubicada en las coordenadas 44°52′1″N 89°12′32″O / 44.86694, -89.20889. Según la Oficina del Censo de los Estados Unidos, Eland tiene una superficie total de 5.74 km², de la cual 5.74 km² corresponden a tierra firme y (0%) 0 km² es agua.

## Demografía
Según el censo de 2010, había 202 personas residiendo en Eland. La densidad de población era de 35,16 hab./km². De los 202 habitantes, Eland estaba compuesto por el 92.08% blancos, el 0% eran afroamericanos, el 4.46% eran amerindios, el 0% eran asiáticos, el 0% eran isleños del Pacífico, el 2.48% eran de otras razas y el 0.99% pertenecían a dos o más razas. Del total de la población el 2.48% eran hispanos o latinos de cualquier raza.